# 圣方济各沙勿略堂 (巴勒莫)

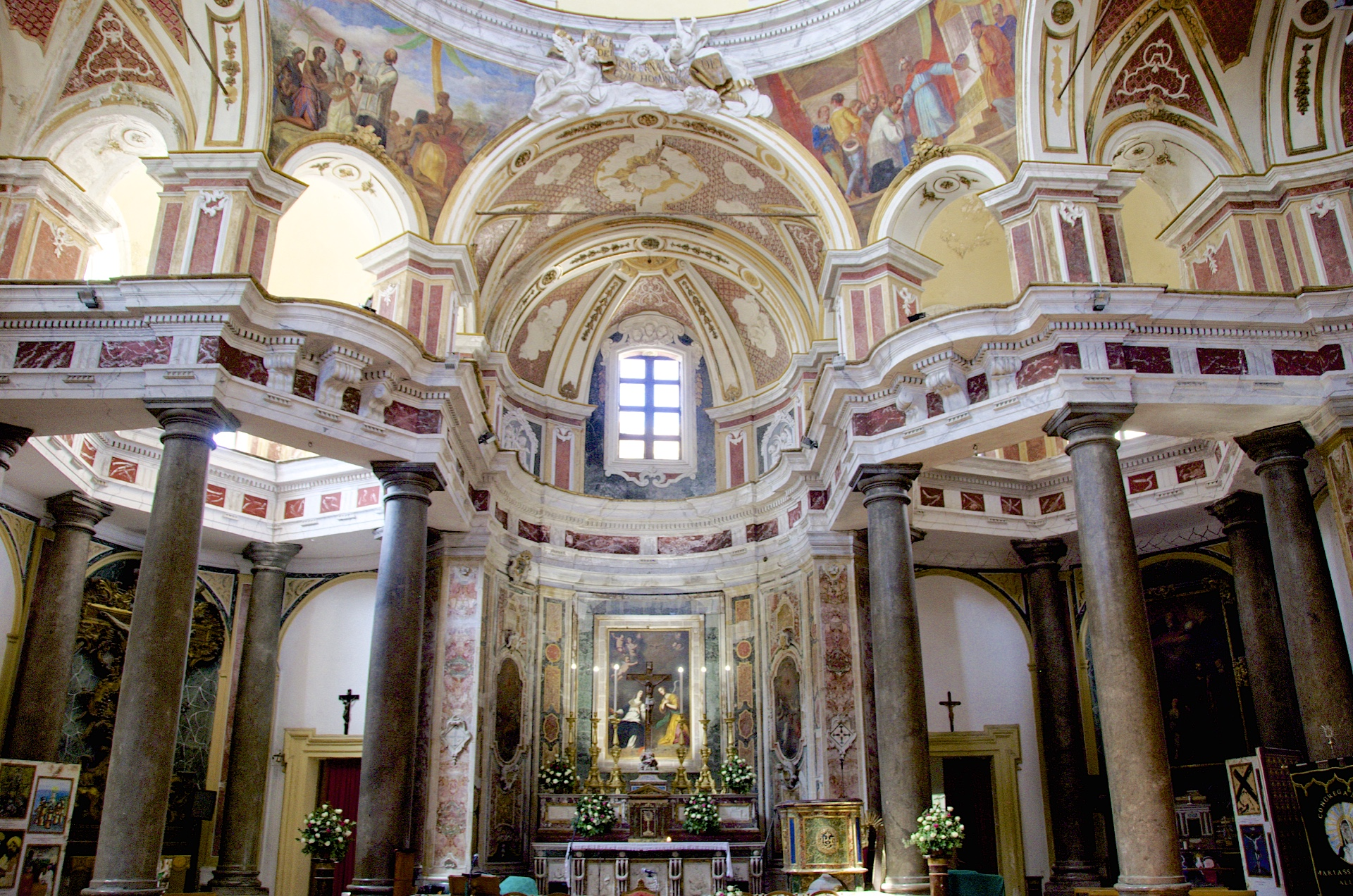
内部

圣方济各沙勿略堂（義大利語：Chiesa di San Francesco Saverio）是一座巴洛克风格的罗马天主教教堂，位于意大利西西里大区巴勒莫历史中心的阿尔贝加里亚区（Albergaria）。这座建筑被认为是耶稣会建筑师安杰洛·意大利的杰作。

## 历史
1633年9月20日，耶稣会在巴勒莫建立了他们的第四所会院，供奉圣方济各沙勿略。赞助人是贾拉塔纳侯爵夫人。1634年总主教若望·多利亚祝福了建筑的初始核心。
1680年，建造了一座新的耶稣会会院。1685年，开始重建新教堂，由耶稣会建筑师安吉洛·意大利（Angelo Italia）设计。1710年，教堂落成。1711年11月29日，该堂由馬扎拉-德爾瓦洛总主教巴尔多禄茂·卡斯塔利祝圣。